# 中西大區 (布基納法索)
中西大區（法語：Centre-Ouest）是布基納法索十三個大區之一，位於該國中西部。面積21,722平方公里。2006年人口1,183,473人。首府庫杜古。
本區下轄四省，即布爾基恩德省、桑吉省、錫西里省和濟羅省。